# Mylène Gordinou de Gouberville
Mylène Gordinou de Gouberville (Amsterdam, 12 februari 1972) is een Nederlandse presentatrice van verschillende kinderprogramma's op televisie.

## Loopbaan
Mylène heeft verschillende cursussen gedaan, waaronder voor acteren, presenteren en het schrijven van scenario's.

### Presentatrice
Ze begon haar loopbaan bij Emma TV, het televisiestation van het Emma Kinderziekenhuis van het AMC in Amsterdam. Later werkte ze bij het kinderprogramma Basta van AT5. In 2004 presenteerde ze het educatieve tv-programma De rol van dierentuinen. In dat jaar begon ze ook met de presentatie van het nieuwe peuterprogramma Z@ppflat van Z@ppelin. In 2005 ging ze aan de slag bij Nieuws? Uit de natuur!, een programma van Schooltv.
In 2009 stopte ze met de presentatie van Z@ppflat. Ze presenteerde het programma Vroeger was het anders voor Schooltv van de NTR in 2011 en 2012. In 2013 stopte ze met Nieuws? Uit de natuur! In 2014 en 2015 presenteerde ze NH Nieuws van regionale omroep NH.

### Scenarioschrijfster
In 2004 ging tijdens het Cinekid-festival een korte jeugdfilm genaamd Zolderkoningin in première. In 2012 schreef ze de korte film Lente.

### Overige activiteiten
Na haar televisiecarrière is ze actief als coach en geeft ze lezingen en training over redevoeringen, leiderschap en ondernemerschap.

## Lijst van televisieprogramma's
- Emma TV (1999-2004)
- Basta (AT5)
- De rol van dierentuinen (Teleac/NOT) (2004)
- Toen was geluk heel gewoon, aflevering De vuilniszak (2004)
- Z@ppflat (Z@ppelin) (2004-2009)
- Nieuws? Uit de natuur! (2005-2013)
- Vroeger was het anders (2013)
- NH Nieuws (2014-2015)